# Озерский, Юрий Иванович
Юрий Иванович Озерский (настоящая фамилия — Зебницкий) (1896, село Смяч Черниговская губерния — 3 ноября 1937, Сандармох, Карелия) — украинский советский политический и государственный деятель.

## Биография
Обучался в Санкт-Петербургском университете. По профессии — учитель. До 1917 года был членом Украинского студенческого союза в Петрограде. В 1919—1920 — состоял в партии левых эсеров, затем — в украинской партия социалистов-революционеров (боротьбистов). Член КП(б)У в 1920—1933 гг.
Занимал ответственные посты в Народном комиссариате просвещения УССР. С 1921 — член Коллегии Наркомпроса УССР.
В 1928 — назначен заместителем заведующего Укрглавнауки, позже — председатель Главнауки УССР.
Затем работал в должности председателя Госиздата Украинской ССР. Снятый с должности, трудился в Харькове преподавателем Института народного образования.
После самоубийства Н. А. Скрыпника, как один из сторонников политики украинизации (в 1920—1930 годах) был в 1933 году репрессирован, арестован по делу «Украинской военной организации». 26 февраля 1934 года был приговорён судебной тройкой по статье 54-11 УК УССР к 10 годам лагерей. Заключение отбывал на Соловках.
Расстрелян в Карельской АССР (Сандармох) 3 ноября 1937 года.